# Loubens, Ariège
Loubens är en kommun i departementet Ariège i regionen Occitanien i södra Frankrike. Kommunen ligger  i kantonen Varilhes som ligger i arrondissementet Pamiers. År 2022 hade Loubens 277 invånare.

## Befolkningsutveckling
Antalet invånare i kommunen Loubens
Referens: INSEE